# Gulli Lundquister
Gulli Fransiska Viola Lundquister, född 13 mars 1900 i Örgryte, död 30 oktober 1982 i Lysekil var en svensk textilkonstnär.
Lundquister studerade vid Slöjdföreningens skola i Göteborg och Tekniska skolans högre konstindustriella avdelning i Stockholm 1921. Därefter studerade hon vidare i Köpenhamn 1922.
Hon arbetade framför allt med mattor och damast där hon blev nyskapande. Hennes verk visades på utställningar i Paris, Köpenhamn, Haag, Bryssel, Prag, London och New York. År 1938 medverkade hon på en internationell mattutställning på Metropolitan Museum. År 1939 fick hon en personlig inbjudan till Golden Gate International Exposition i San Francisco.